# Shot (video)
Shot to zbiór teledysków zespołu The Sisters of Mercy. Pierwotnie wydane w roku 1989 w formacie VHS zawierały zaledwie cztery utwory zilustrowane obrazami wideo. Po kilku latach wydano drugą, uzupełnioną wersję tego wydawnictwa. Na nowej kasecie znalazły się wszystkie kolejne obrazy związane z zespołem i kolejnymi trzema płytami. Należy jednak zaznaczyć, że nigdy nie wydano teledysków powstałych do utworów z pierwszej płyty. Jak powiedział sam Andrew Eldritch w wywiadzie - nie zrobił tego, gdyż "tamte teledyski były bez sensu". 

## Spis utworów

### Shot (1989)
1. This Corrosion
2. Dominion
3. Lucretia my reflection
4. 1959

### Shot rev 2.0 (1993)
1. Temple of love'92
2. This Corrosion
3. Dominion
4. Lucretia my reflection
5. 1959
6. More
7. Dr.Jeep
8. Detonation Boulevard
9. Under the Gun

## Skład zespołu
- Andrew Eldritch – śpiew, gitara
- Patricia Morrison – gitara basowa, śpiew
- Maggie Reilly – śpiew
- Ofra Haza – śpiew
- Terri Nunn – śpiew
- Tim Bricheno – gitara
- Andreas Bruhn – gitara
- Tony James – gitara basowa